# プロジェクト・ポートフォリオ・マネジメント
プロジェクト・ポートフォリオ・マネジメント（PPM）、プロジェクト・ポートフォリオ管理（プロジェクト・ポートフォリオかんり）は、開発現場から得られる情報を、ポートフォリオやプロジェクトの優先順位設定、人員や予算の割り振りをする際の意思決定判断を支援する基本データとして活用。情報を統合的に管理される。これによって、個別プロジェクトを計画し、日程計画を立て実行/管理する事に対し、プロジェクト・ポートフォリオ管理（PPM）は、全プロジェクトに対して計画/実行/管理/統制を企業組織の戦略に基づいて遂行するものである。

## PPMの効果
2009年5月8日、IT調査会社Forrester Research社のCraig Symons（クレイグ・シモンズ）がまとめた調査報告書 ROI of Project and Portfolio Management Tools（プロジェクト･ポートフォリオ管理ツールのROI）によると、PPMでは281%の投資回収率が期待できることが報告されている。
また、失敗プロジェクトの撲滅、コスト超過プロジェクトの減少、価値の低いプロジェクト投資を回避が直接的な効果として見込め、付帯的な効果としてそれらに関わる管理作業の時間も削減できると示唆している。
さらに、IT調査会社のIDC社は、PPMツールを導入する事により、冗長プロジェクトを78%削減、プロジェクトの失敗率が59%減少、わずか7.4か月での投資回収できると報告している。

## PPMツールの魅力
事業実行力を損ねる恐れがあるクリティカルな問題を“より迅速に、より適切に、より公平に方向性を正す”
実行しているプロジェクト（プログラム）などの投資において、いつ何が起こるか予兆できない状況では企業/組織において事業の戦略実効性が失われるため、「プロジェクト等の期限付き作業を如何に迅速に適切な判断を下して対処するか？」が重要である。実行中の全てのプロジェクトに関わる情報をリアルタイムに収集して、あるカテゴリ（グループ化）によって企業/組織として注視する指標にて分析し、素早い判断を下すためのツールとしてPPMは採用されている。
状況把握と予測（過去に起きた事、今起きている事、トレンドから将来起こりうる事）
プロジェクト関連の情報が分散している場合、全ての情報を突き合わせないと全体が見えない。適正な投資なのか、人的リソースは不足してないか/偏りはないか、業務プロセスに問題はないか、などを既知の情報から把握したり、分析/判断をすることで、問題が起こりそうな箇所や工程を早期に把握して最適化を図るためのツールとしてPPMは採用されている。

## PPM製品の一般情報
※五十音順
| ソフトウェア                    | 製品ページ | ベンダー                     | WEBブラウザ | オンプレミス | SaaS | 拡張性 | 市場評価 |
| ------------------------------- | ---------- | ---------------------------- | ----------- | ------------ | ---- | ------ | --- |
| Planisware Enterprise           |            | プラニスウェア               | ○           | ○            | ○    | ○      | PPMで世界標準。ガートナーのマジック・クアドラントにおいて、PPMツールのリーダーに位置づけられる。フォレスターにおいても、「戦略」カテゴリで最高スコアを獲得。ガートナーとフォレスターに言及されるppmソリューションとして、唯一日本市場に参入を果たしている。 |
| AtTask                          |            | 日本アットタスク             | ○           | ×            | ○    | ×      | － |
| HP Project & Portfolio Software |            | 日本ヒューレット・パッカード | ○           | ○            | ×    | ×      | － |
| Oracle Primavera (Primavera P6) |            | 日本オラクル                 | ○           | ○            | ×    | ×      | 建設/プラント業界で世界標準 |
| Clarizen                        |            | Clarizen                     | ○           | ×            | ○    | ○      | － |
| CA Clarity PPM                  |            | CA Technologies              | ○           | ○            | ○    | ○      | PPMで世界標準 |
| Sciforma                        |            | サイフォーマ                 | ○           | ○            | ○    | ×      | － |
| Project Server / Project Online |            | 日本マイクロソフト           | ○           | ○            | ○    | ○      | PPM機能を含むエンタープライズ プロジェクト管理を実現 |
| EcoSys                          |            | HexagonPPM                   | ○           | ○            | ○    | ○      | 建設/プラント業界で世界標準 |
| PREGARE                         |            | ウェッブアイ                 | ○           | ○            |      |        | 日本オリジナル |